# Île aux Vaches
Île aux Vaches (ostrov Krav) je zaniklý ostrov na řece Seině v Paříži.
Île aux Vaches byl neobydlený ostrov, na kterém se nacházely jen pole a louky, které sloužily jako pastviny pro dobytek. Ostrov byl na konci 18. století spojen s île Notre-Dame, který ležel ihned po proudu, a vznikl tak současný ostrov sv. Ludvíka. Dnes odpovídá východní části tohoto ostrova.